# Bandar Beyla
Bandar Beyla (arabă بندر بيلا) este un oraș din Somalia.